# Guembelia riparia
Guembelia riparia là một loài Rêu trong họ Grimmiaceae. Loài này được (Host ex Brid.) Müll. Hal. mô tả khoa học đầu tiên năm 1851.